# Квальярелла, Фабио
Фа́био Квальяре́лла (итал. Fabio Quagliarella; родился 31 января 1983, Кастелламмаре-ди-Стабия, Кампанья, Италия) — итальянский футболист, нападающий. Выступал за сборную Италии.

## Клубная карьера

### Начало карьеры: «Торино» и аренды
Фабио родился в небольшом городке Кастелламмаре-ди-Стабия, недалеко от Неаполя. С детства был болельщиком «Наполи». В различных интервью рассказывал о необычайной футбольной атмосфере в Неаполе времён Диего Марадоны. За свой любимый клуб Фабио дебютирует лишь в 26 лет, а его футбольная карьера начнётся в «Торино». Первый матч за основной состав в серии А сыграл против «Пьяченцы» в возрасте 17 лет. После этого он ещё 6 лет будет принадлежать туринскому клубу, балансируя между скамейкой запасных и арендами. За это время Квальярелла провёл всего 5 матчей в серии А и даже поиграл в серии С2 за «Фиорентину», оказавшуюся там из-за различного рода проблем. Забил он тогда лишь один гол, а делать это регулярно начал за «Кьети», который тогда выступал в серии С1 (17 голов за сезон).
Возвратившись в Турин, Квальярелла забил 8 голов за один сезон в Серии B. Но финансовое положение вынудило «Торино», оставшееся в Серии B, позволить игрокам уезжать бесплатно.

### Возвращение в серию А, игра за «Сампдорию», интерес со стороны топ-клубов
Летом 2005 года Фабио присоединился к «Удинезе», и клуб продал половину прав на игрока «Асколи».
В «Асколи» он отыграл всего один сезон, забив 3 гола в 33 матчах чемпионата.
Поворотным моментом стал следующий сезон, который он провёл в «Сампдории», также в аренде, но при этом клуб из Генуи владел 50 процентами прав на игрока. Первоначально рассматривавшийся как резервист Флаки, Бонаццоли и Баццани, Квальярелла дебютировал в стартовом составе лишь в 7 туре. В том же матче он оформил дубль и с тех пор стал главной ударной силой «Сампдории». Всего Фабио забил 14 голов за сезон (из них 13 в серии А, один в кубке), заставив всю Италию говорить о себе. Привлекали не только лишь голы, но и манера игры форварда: пластичность, желание забить красиво, порой с самой невероятной позиции. Вскоре он дебютировал и в сборной Италии.
К игроку, которого ещё недавно мало кто знал в Италии, стали проявлять конкретный интерес «Манчестер Юнайтед», «Ювентус» и миланские топ-клубы. Руководство «Сампдории» сразу заявило, что не будет продавать игрока, однако агент Фабио, Стефано Антонелли заявил, что игрок может быть продан, но не меньше чем за 11 миллионов фунтов. «Манчестер Юнайтед» всё поднимал и поднимал цену за форварда, но тут объявились представители «Удинезе», заявившие, что 50 процентов прав на игрока всё ещё принадлежат им. «Удинезе» и «Сампдория» выразили готовность полностью выкупить трансфер Фабио. В подобных спорных моментах обе команды подают закрытые заявки в главный офис итальянской лиги, в которых сообщается, сколько они готовы заплатить конкурентам за 50 процентов прав. Вскоре стало известно, что предложение «Удинезе» было более щедрым – он согласился заплатить за Квальяреллу 7 миллионов евро. Тем временем, интерес к форварду стал проявлять и «Челси». Игрок в интервью говорил о своей мечте играть за клуб уровня «Ювентуса» или «Манчестер Юнайтед». Но в итоге в силу разных причин он остался в «Удинезе».

### Карьера в «Удинезе» и «Наполи»
За «Удинезе» Квальярелла провёл 2 довольно хороших сезона, но имел некоторые проблемы со стабильностью. В серии А он забил 25 голов в 73 матчах. Ещё лучше дела складывались в розыгрыше кубка УЕФА 2008/09, Квальярелла тогда занял 3-е место среди бомбардиров, уступив Вагнеру Лаву и Ивице Оличу.
1 июня 2009 года подписал пятилетний контракт с «Наполи».
По окончании сезона 2009/10 интерес к Фабио стали проявлять казанский «Рубин» и петербургский«Зенит». 14 июня 2010 года итальянское издание La Gazzetta dello Sport сообщило, что «Рубин» сделал предложение о приобретении нападающего «Наполи» Фабио Квальяреллы. Казанский клуб оценил трансфер 27-летнего футболиста в €20 млн.

### Возвращение в Турин: выступления за «Ювентус»
27 августа 2010 года игрок перешёл в «Ювентус» на правах аренды. Он сказал:

В Неаполе я был как дома. Но как дома я чувствую себя и в Турине. Я хорошо знаю этот город. Я перешёл в великий клуб, самый прославленный из существующих. В связи с этим я испытываю чувство гордости. Надевая футболку «Ювентуса», футболку самого прославленного клуба, ты возлагаешь на себя огромную ответственность. Это очень непросто, так как ты должен хорошо играть и добиваться побед. Однако я профессионал и постараюсь показать всё, на что я способен.

29 августа 2010 года дебютировал за bianconeri в выездном матче против «Бари». 12 сентября 2010 года открыл счёт своим голам за туринцев в домашнем матче против «Сампдории». Постепенно Фабио стал лидером атак туринцев, до зимнего перерыва забив 9 голов в чемпионате, но 6 января 2011 года в домашнем матче против «Пармы» после столкновения с защитником гостей Габриэлем Палеттой получил тяжёлую травму правого колена (разрыв крестообразных связок) и выбыл из строя до конца сезона. 22 июня 2011 года «Ювентус» объявил о том, что с игроком заключен трёхлетний контракт, а его трансфер выкуплен у «Наполи». Сумма сделки составила 10,5 млн евро, которые должны были выплачиваться в течение трёх лет. В последующие годы Квальярелла несколько раз становился чемпионом Италии с «Ювентусом», забивал важные голы в чемпионате и Лиге чемпионов, однако после травмы выйти на свой прежний уровень он так и не смог. В сезоне 2013/2014 Фабио проиграл конкуренцию другим нападающим туринской команды. В это время к нему был интерес со стороны нескольких команд, однако он отказался уходить из клуба и, в итоге, не был заявлен на участие в матчах Лиги Европы.

### Возвращение в «Торино» и «Сампдорию»
Летом 2014 года перешёл в «Торино» за 3,5 млн евро. Здесь нападающему удалось вернуться на привычный уровень результативности, отличившись за сезон 13 раз в Серии А и четыре раза в Лиге Европы. В зимнее трансферное окно, 1 февраля 2016 года, 31-летний Квальярелла был арендован «Сампдорией» с правом обязательного выкупа. Выбрав традиционный для себя 27-й номер, в составе генуэзцев итальянец внезапно переживает свою вторую молодость. Уже 20 февраля он открывает счет своим голам, забив в матче против миланского «Интера» на 92-й минуте. 20 ноября того же года, Квальярелла перевалил отметку в 100 забитых мячей в Серии А. 13 января 2017 года, «Сампдория» заключает с ним двухлетний контракт на постоянной основе. Настоящим же прорывом в карьере форварда, стал сезон 2017/18. Квальярелле удалось занять четвертое место среди лучших бомбардиров чемпионата. Наколотив 19 мячей и отметившись хет-триком в ворота «Фиорентины», нападающий побил личный рекорд по забитым мячам за сезон.
Сезон 2018/19 стал сенсационным. 2 сентября 2018 года, Фабио забивает гол пяткой в домашней встрече против «Наполи», который номинируют на Премию ФИФА имени Ференца Пушкаша 2019. Позже, в декабрьской победной встрече против «Эллас Вероны», он повторит этот гол. 26 января 2019 года, Квальярелла делает дубль в матче с бывшим клубом Удинезе, тем самым, нападающий отличится в 11 матчах Серии А подряд, повторив рекорд Габриэля Батистуты. По итогам сезона, 36-летний форвард забил 26 голов и обогнав таких преследователей как Криштиану Роналду, Дрис Мертенс и Дуван Сапата, стал лучшим бомбардиром Серии А, получив Золотую бутсу чемпионата. Фабио был включен в Команду года Серии А и был признан Лучшим нападающим Серии А в сезоне. Также, он был включен в список 100 лучших футболистов мира, по версии журнала «The Guardian», где занял 94-е место. К сезону 2020/21, Фабио Квальярелла является капитаном «Сампдории» и занимает 15-е место в списке лучших бомбардиров в истории турнира.
7 июля 2023 года было объявлено, что Фабио покинет «Сампдорию» после того, как клуб принял решение не продлевать контракт. Квальярелла заявил, что готов подписать новый контракт, чтобы помочь клубу вернуться в Серию А.

## Карьера в сборной
Благодаря своей яркой игре за «Сампдорию» Квальярелла получил вызов в сборную и дебютировал в матче против Шотландии, выйдя на замену вместо Луки Тони. В Каунасе 6 июня 2007 года в мачте против сборной Литвы вышел в стартовом составе и забил свои первые два гола за Италию в важном матче квалификационного турнира ЕВРО 2008. 6 февраля 2008 года он забил третий гол за сборную в товарищеском мачте против Португалии, завершившимся победой итальянцев со счетом 3:1

### Евро 2008
Квальярелла был включен в заявку сборной Италии для участия в чемпионате Европы. Появился на поле лишь однажды, в матче против сборной Румынии,  заменив Алессандро Дель Пьеро.

### Кубок Конфедераций 2009
Принял участие в Кубке Конфедераций в ЮАР. Дебютировал в матче против сборной Египта, выйдя на поле в основном составе и был заменен на 64-й минуте.

### Чемпионат мира 2010
Попал в окончательную заявку на поездку в ЮАР на чемпионат мира 2010. На турнире дебютировал в матче против сборной Словакии (2:3), выйдя на замену вместо Дженнаро Гаттузо и забив конце матча гол.

### Евро 2020
Как и почти 13 лет назад, снова благодаря своей яркой игре в составе «Сампдории», 36-летний Квальярелла получает приглашение от рулевого национальной сборной Роберто Манчини на квалификационные матчи Евро 2020. 23 марта 2019 года, Квальярелла спустя 3048 дней (почти 10 лет) с момента своего последнего появления в составе скуадры адзурры, вновь надевает футболку национальной команды, выйдя с замены на 80-й минуте победной встречи против финнов. 26 марта, в матче против Лихтенштейна, Фабио выходит в стартовом составе. Этот выход стал первым с выходом в старте для Квальяреллы в официальном матче сборной, с 14 октября 2009 года во встрече со сборной Кипра. Примечательно, что и этот матч и матч против Кипра проходил на стадионе имени Эннио Тардини. Отметившись дублем и ассистом на Мойзе Кина, Фабио помог своей сборной одолеть Лихтенштейн со счетом 6-0 и стал самым возрастным итальянским игроком, отметившимся забитым мячом в составе сборной Италии.

## Достижения

### Командные
«Ювентус»
- Чемпион Италии (3): 2011/12, 2012/13, 2013/14
- Финалист Кубка Италии: 2011/12
- Обладатель Суперкубка Италии (2): 2012, 2013

### Личные
- Лучший бомбардир чемпионата Италии: 2018/19 (26 голов)
- Команда года (Серия A): 2018/19
- Лауреат премии Гаэтано Ширеа (2018)
- Рекордсмен чемпионата Италии по количеству матчей подряд, в которых удалось отметиться голом: 11 матчей[36]

## Статистика по сезонам
| Сезон              | Клуб       | Серия  | Чемпионат | Чемпионат | Кубок | Кубок | Еврокубки | Еврокубки | Еврокубки | Всего | Всего |
| Сезон              | Клуб       | Турнир | Игры      | Голы      | Игры  | Голы  | Турнир    | Игры      | Голы      | Игры  | Голы  |
| ------------------ | ---------- | ------ | --------- | --------- | ----- | ----- | --------- | --------- | --------- | ----- | ----- |
| 1999/00            | Торино     | А      | 1         | 0         | 0     | 0     |           | -         | -         | 1     | 0     |
| 2000/01            | Торино     | А      | 0         | 0         | 0     | 0     |           | -         | -         | 0     | 0     |
| 2001/02            | Торино     | А      | 4         | 0         | 0     | 0     |           | -         | -         | 4     | 0     |
| Всего за Торино    | Торино     |        | 5         | 0         | 0     | 0     |           | 0         | 0         | 5     | 0     |
| 2002/03            | Фиорентина | С2     | 12        | 1         | 0     | 0     |           | -         | -         | 12    | 1     |
| 2002/03            | Кьети      | С1     | 11        | 2         | 0     | 0     |           | -         | -         | 11    | 2     |
| 2003/04            | Кьети      | С1     | 32        | 17        | 0     | 0     |           | -         | -         | 32    | 17    |
| Всего за Чиети     | Кьети      |        | 43        | 19        | 0     | 0     |           | 0         | 0         | 43    | 19    |
| 2004/05            | Торино     | В      | 34        | 7         | 4     | 2     |           | -         | -         | 38    | 9     |
| 2005/06            | Асколи     | А      | 33        | 3         | 0     | 0     |           | -         | -         | 33    | 3     |
| 2006/07            | Сампдория  | А      | 35        | 13        | 7     | 1     |           | -         | -         | 42    | 14    |
| 2007/08            | Удинезе    | А      | 37        | 12        | 2     | 0     |           | -         | -         | 39    | 12    |
| 2008/09            | Удинезе    | А      | 36        | 13        | 1     | 0     | КУ        | 11        | 8         | 48    | 21    |
| Всего за Удинезе   | Удинезе    |        | 73        | 25        | 3     | 0     |           | 11        | 8         | 87    | 33    |
| 2009/10            | Наполи     | А      | 34        | 11        | 2     | 0     |           | -         | -         | 36    | 11    |
| 2010/11            | Наполи     | А      | 0         | 0         | 0     | 0     | ЛЕ        | 1         | 0         | 1     | 0     |
| Всего за Наполи    | Наполи     |        | 34        | 11        | 2     | 0     |           | 1         | 0         | 37    | 11    |
| 2010/11            | Ювентус    | А      | 17        | 9         | 0     | 0     | ЛЕ        | 0         | 0         | 17    | 9     |
| 2011/12            | Ювентус    | А      | 23        | 4         | 3     | 0     |           | -         | -         | 27    | 4     |
| 2012/13            | Ювентус    | А      | 27        | 9         | 1     | 0     | ЛЧ        | 7         | 4         | 33    | 12    |
| 2013/14            | Ювентус    | А      | 17        | 1         | 1     | 1     | ЛЧ        | 3         | 2         | 20    | 4     |
| Всего за Ювентус   |            |        | 84        | 23        | 6     | 1     |           | 10        | 6         | 100   | 30    |
| 2014/15            | Торино     | А      | 34        | 13        | 0     | 0     | ЛЕ        | 12        | 4         | 46    | 17    |
| 2015/16            | Торино     | А      | 16        | 5         | 2     | 0     | ЛЕ        | 0         | 0         | 18    | 5     |
| Всего за Торино    |            |        | 50        | 18        | 2     | 0     |           | 12        | 4         | 64    | 22    |
| 2015/16            | Сампдория  | А      | 16        | 3         | 0     | 0     | ЛЕ        | 0         | 0         | 16    | 3     |
| 2016/17            | Сампдория  | А      | 37        | 12        | 1     | 0     | ЛЕ        | 0         | 0         | 38    | 12    |
| 2017/18            | Сампдория  | А      | 35        | 19        | 1     | 0     | ЛЕ        | 0         | 0         | 36    | 19    |
| 2018/19            | Сампдория  | А      | 37        | 26        | 2     | 0     |           | -         | -         | 39    | 26    |
| 2019/20            | Сампдория  | А      | 28        | 11        | 1     | 1     |           | -         | -         | 29    | 12    |
| 2020/21            | Сампдория  | А      | 14        | 7         | 0     | 0     |           | -         | -         | 14    | 7     |
| Всего за Сампдорию |            |        | 167       | 78        | 5     | 1     |           | 0         | 0         | 172   | 79    |
| Всего за карьеру   |            |        | 570       | 198       | 28    | 5     |           | 34        | 18        | 632   | 221   |